# Illa de Navarino
L'illa de Navarino és una illa xilena de la Terra del Foc. Té una superfície de 2.473 km² i una línia de costa de 510 km. Està ubicada al sud de l'illa de Xàtiva, separada d'aquesta pel canal Beagle. Concentra la major part de la població de la Província de l'Antàrtica Xilena i els seus municipis més importants són Puerto Williams, la capital provincial, Puerto Navarino, al ponent Caleta Eugenia i Puerto Toro a l'est, tots ubicats a la ribera nord de l'illa. Un camí costaner que voreja el canal de Beagle uneix aquestes localitats. La majoria dels habitants són mariners i pescadors dedicats a la recol·lecció de crustacis. L'illa és una destinació popular per als pescadors amb mosca.

## Història
Els yamana van ser els primers habitants de l'illa. Es té constància de la seva presència des de fa 6.200 anys. L'illa va ser batejada pel capità Robert FitzRoy que va dirigir el segon viatge d'exploració científica de l'HMS Beagle entre 1831 i 1836, en record de la victòria de la flota franco-russo-britànica contra la flota otomana a la batalla de Navarino.